# Faszczauka (obwód homelski)
Faszczauka (biał. Фашчаўка; ros. Фащевка, Faszczewka) – osiedle na Białorusi, w obwodzie homelskim, w rejonie homelskim, w sielsowiecie Ciareniczy.